# Heterusia particolor
Heterusia particolor là một loài bướm đêm trong họ Geometridae.